# بیمارستان الکساندرا
بیمارستان الکساندرا (به انگلیسی: Alexandra Hospital) بیمارستانی در سنگاپور است که در ۱۹۳۸ میلادی ساخته شد و دارای ۴۰۰ تخت است.